# Nicolas Théodore de Saussure
Pour les articles homonymes, voir Saussure.
Nicolas Théodore de Saussure est un chimiste, biochimiste et botaniste suisse, né le 14 octobre 1767 à Genève et mort à Genève le 18 avril 1845.

## Biographie

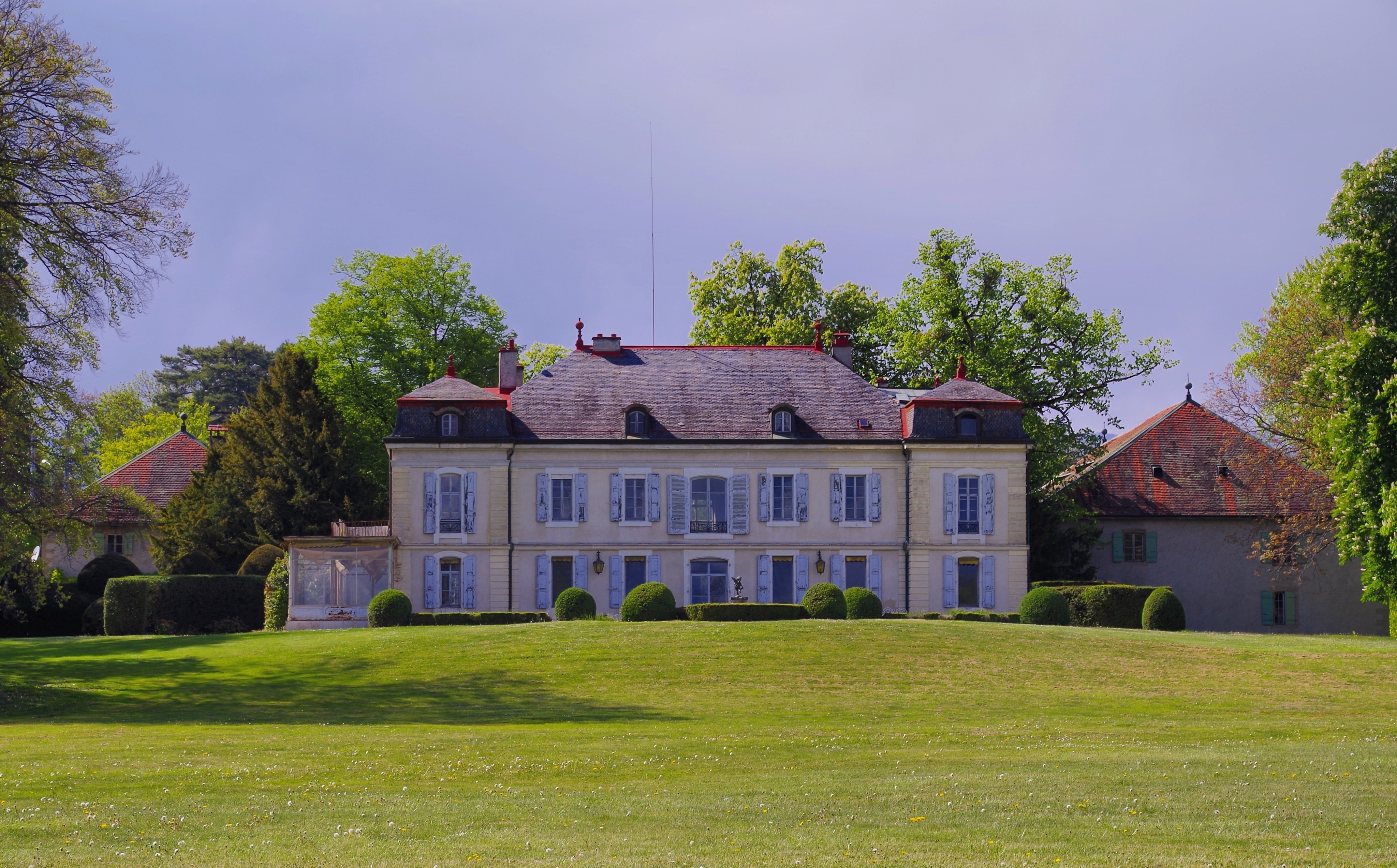
Le château Malvand, à Pregny, où vécut Nicolas Théodore de Saussure de 1796 à 1845.

Issu d'une illustre famille patricienne de Genève, Nicolas Théodore de Saussure étudie à l'académie de Genève (1782-1786), où son père, Horace-Bénédict de Saussure (1740-1799), est professeur de philosophie. Il y est également élève de Marc-Auguste Pictet et complète ultérieurement sa formation de chimiste en Angleterre (1793-1794). Il épouse Renée Fabri-Vernet (1767-1847) en 1796.
Il devient en 1802 professeur honoraire de minéralogie et de géologie à l'académie de Genève, car les chaires de chimie ont déjà été attribuées à Pierre-François Tingry, Henri Boissier et Gaspard De la Rive pour la chimie médicale. C'est pourquoi il se fera suppléer par son neveu Louis Albert Necker, auquel il confiera également l'usufruit du cabinet de lithologie de son père, tout en restant officiellement titulaire de la chaire jusqu'en 1835.
La suite de sa vie fut consacrée à ses recherches de laboratoire. L'un de ses rares élèves fut le chimiste Isaac-François Macaire (1796-1869), qui devait rédiger sa nécrologie.
Théodore de Saussure était membre du Conseil représentatif de Genève. Il était correspondant de plusieurs académies et sociétés savantes, dont la Société de physique et d'histoire naturelle de Genève (1791), l'Académie des sciences française (1808), l'Académie des sciences de Munich (1808), la Royal Society de Londres (1820) et l'Institut de Bologne (1830).

## Travaux de recherche
À partir de 1786, Théodore de Saussure participe aux relevés de terrain de son père et s'occupe de l'édition des deux derniers volumes de ses Voyages dans les Alpes (1796). À l'occasion de prélèvements d'échantillons d'air effectués à différentes altitudes dans de grands ballons de verre, il eut l'idée de peser le poids de l'air et découvrit que les différences de poids étaient exactement proportionnelles aux différences de pression barométrique, ce qui était une façon originale de confirmer la loi de Boyle-Mariotte.
En 1792, le naturaliste Belsazar Hacquet lui fait parvenir des fragments de roches de Carniole (Slovénie) dont il effectue une analyse chimique et qu'il nomme dolomie en l'honneur du géologue Déodat de Dolomieu.
Ses premiers travaux originaux portent sur l'assimilation du gaz carbonique (CO2) par les végétaux (1797), ainsi que sur l'influence des sols (1800) et le rôle des sels minéraux dans leur nutrition (1804). La synthèse de ces analyses de chimie végétale est publiée dans ses Recherches chimiques sur la végétation (1804), qui prolonge les recherches antérieures de Charles Bonnet sur le rôle des feuilles dans la végétation et de Jean Senebier et Jan Ingen-Housz sur la photosynthèse, tout en marquant une véritable rupture par la précision et la rigueur de ses analyses chimiques. Cet ouvrage établit non seulement l'assimilation du gaz carbonique par les plantes, mais aussi la nécessité de l'eau, de composés azotés et de sels minéraux pour assurer leur nutrition. Ses conclusions, importantes pour la physiologie végétale et pour l'agriculture, ont été confirmées ultérieurement par Jean-Baptiste Boussingault et développées par Justus Liebig.
D'autres travaux, menés à partir de 1808, sur les processus biochimiques aboutissent à plusieurs publications sur l'amidon et sa conversion en sucre (1814 et 1819), sur la maturation des fruits et des fleurs (1821 et 1822) et sur la germination du blé (1833). Il compare aussi la germination et la fermentation (1833). Il a donné aussi la formule de l'alcool éthylique et de l'éther sulfurique (1807) et collaboré avec le chimiste germano-russe Johann Friedrich Wilhelm Nasse sur l'étude des métalloïdes. Son mémoire sur la fermentation alcoolique (1841) sera tenu en haute estime par Louis Pasteur.

## Publications
- « Analyse de la Dolomie », Journal de Physique, 40, 1792, p. 161-173.
- « La formation de l'acide carbonique est-elle essentielle à la végétation ? », Annales de Chimie, 24, 1797, p. 135-149 ; 227-228 et 336-337.
- Recherches chimiques sur la végétation, Genève, 1804.
- « Mémoire sur la composition de l'alcool et de l'éther sulfurique », Journal de Physique, 64, 1807,p. 316-351.
- « Nouvelles observations sur la composition de l'alcool et de l'éther sulfurique », Annales de chimie, 89, 1814, p. 273-305.

## Iconographie
- Portrait (commande de la ville de Genève à l'artiste peintre Aimée Rapin en 1892)